# FS ALe 501
Die Triebzüge der Baureihe ALe 501 Minuetto sind dreiteilige Elektrotriebwagen aus der Alstom-Coradia-Meridian-Familie. In den Jahren 2003 bis 2010 wurden für die Ferrovie dello Stato (FS) 100 Züge, für die Gruppo Torinese Trasporti (GTT) 19 Züge, für die Ferrovia Adriatico–Sangritana (FAS) 6 Züge, für die Trasporto Ferroviario Toscano (TFT) 4 Züge und für die Ferrovia Centrale Umbra (FCU) ebenfalls 4 Züge gebaut.

## Geschichte
Die FS beschaffte zu Beginn des neuen Jahrtausends die elektrische Version des Minuettos um die in die Jahre gekommenen Triebwagen ALe 801 im Vorort-, Regional- und Interregionalverkehr abzulösen. Der erste Zug wurde am 5. Mai 2004 in Roma Termini der Öffentlichkeit vorgestellt, wo er seine Jungfernfahrt nach Ciampino begann. Der innerhalb Trenitalia und als Wortmarke geschützte Spitznamen Minuetto ist wahrscheinlich dadurch inspiriert, dass die Fenster, die sich auf drei verschiedenen Höhen befinden, an Noten in einer Partitur erinnern. Einige Regionalbahnen schlossen sich an die Bestellung der FS an, sodass Alstom weitere 33 Züge bauen konnte.

## Technik
Die fast 52 m langen Fahrzeuge bieten 24 Sitzplätze in der 1. Klasse und 122 Sitzplätze in der 2. Klasse. Der Antrieb erfolgt auf die beiden Enddrehgestelle, während die beiden Jakobs-Drehgestelle ohne Antrieb sind.
Der Endwagen 1 trägt die Bauart-Bezeichnung ALn 501, in ihm sind die Sitzplätze der 1. Klasse untergebracht. Der Mittelwagen wird mit Le 220 und der Endwagen 2 mit ALe 502 bezeichnet.